# Migoplastis correcta
Migoplastis correcta är en fjärilsart som beskrevs av Walker 1865. Migoplastis correcta ingår i släktet Migoplastis och familjen björnspinnare. Inga underarter finns listade i Catalogue of Life.